# Ácido levulínico
Ácido levulínico, ou ácido 4-oxopentanoico, é um composto orgânico com a fórmula CH3C(O)CH2CH2CO2H. É classificado como um cetoácido. Este sólido branco cristalino é solúvel em água, etanol e éter dietílico. É derivado de degradação da celulose e é um precursor potencial para biocombustíveis.

## Síntese eusos
Relacionada com a sua síntese original, o ácido levulínico é preparado no laboratório por aquecimento da sacarose com o ácido clorídrico concentrado. O processo prossegue via a intermediação de glicose, que é isomerizada para frutose e em seguida hidroximetilfurfural. Outros derivados de açúcar podem ser usados no presente processo, incluindo a levulose (D-frutose), a inulina e o amido, bem como outros ácidos, como o sulfúrico.
Ácido levulínico é um precursor potencial para polímeros do tipo nylon, borrachas sintéticas, e plásticos. É um intermediário sintético versátil, e.g., na síntese de fármacos. É um precursor na produção de outras commodities químicas tais como metiltetraidrofurano, valerolactona e levulinato de etila. A desidratação de ácido levulínico resulta em α-angelica lactona (CAS#591-12-8). A primeira fábrica capaz de produzir ácido levulínico em escala industrial é a Green Future baseada em Caserta, Itália.

### Nichos de uso
Ácido levulínico é também um fotossensitizante para terapia fotodinâmica.
Ácido levulínico é usado em cigarros para aumentar a disponibilidade de nicotina na fumaça e na ligação da nicotina a receptores neurais.
Para a produção de biocombustível, bactérias são geneticamente modificadas, para serem capazes de se alimentar de ácido levulínico em vez de açúcar.

## Segurança
Ácido levulínico é relativamente não tóxico, com um LD50 oral de 1850 mg/kg e dermal de 5 g/kg;.